# Prêmio Critics Choice de melhor canção
O Critics Choice Movie Award de Melhor Canção é um prêmio entregue pela Broadcast Film Critics Association para as melhores canções originais em filmes.

## Lista de vencedores e indicados

### Década de 1990
- 1998: "When You Believe" (Sally Dworsky & Michelle Pfeiffer)  • música e letras: Stephen Schwartz – The Prince of Egypt †

- 1999: "Music of My Heart" (Gloria Estefan & NSYNC) • música e letras: Diane Warren – Music of the Heart ‡

### Década de 2000
- 2000: "My Funny Friend and Me" (Sting) • música: Sting e David Hartley • letras: Sting – The Emperor's New Groove ‡

- 2001: "May It Be" (Enya) • música e letras:  Enya, Nicky & Roma Ryan – The Lord of the Rings: The Fellowship of the Ring ‡ / "Vanilla Sky" (Paul McCartney): • música e letras: Paul McCartney – Vanilla Sky ‡ (Empate)
  - "There You’ll Be" (Faith Hill) • música e letras: Diane Warren – Pearl Harbor ‡
  - "Until..." (Sting) • música e letras: Sting – Kate & Leopold ‡

- 2002: "Lose Yourself" (Eminem) • música e letras: Jeff Bass, Eminem & Luis Resto – 8 Mile †
  - "Father and Daughter" (Paul Simon) • música e letras: Paul Simon – The Wild Thornberrys Movie ‡
  - "Hero" (Chad Kroeger & Josey Scott) • música e letras: Kroeger & Scott – Spider-Man

- 2003: "A Mighty Wind" (O elenco de A Mighty Wind) • música e letras: Christopher Guest, Eugene Levy, & Michael McKean – A Mighty Wind
  - "The Heart of Every Girl" (Elton John) • música e letras: Elton John – Mona Lisa Smile
  - "Man of the Hour" (Pearl Jam) • música e letras: Eddie Vedder – Big Fish
  - "School of Rock" (O elenco de School of Rock) • música e letras: Sammy James & Mike White – School of Rock
  - "Time Enough for Tears" (Andrea Corr) • música e letras: Bono, Gavin Friday, & Maurice Seezer – In America

- 2004: "Old Habits Die Hard" (Mick Jagger) • música e letras:Mick Jagger & David A. Stewart) – Alfie
  - "Accidentally in Love" (Counting Crows) • música e letras: Counting Crows – Shrek 2 ‡
  - "Believe" (Josh Groban) • música e letras: Glen Ballard & Alan Silvestri – The Polar Express ‡

- 2005: "Hustle & Flow" (Terrence Howard) • música e letras: Terrence Howard – Hustle & Flow
  - "A Love That Will Never Grow Old" (Emmylou Harris) • música e letras: Gustavo Santaolalla & Bernie Taupin – Brokeback Mountain
  - "Same in Any Language" (My Morning Jacket & I Nine) • música e letras: Nancy Wilson & Cameron Crowe – Elizabethtown
  - "Seasons of Love" (O elenco de Rent) • música e letras: Jonathan Larson – Rent
  - "Travelin' Thru" (Dolly Parton) • música e letras: Parton – Transamérica ‡

- 2006: "Listen" (Beyoncé) • música e letras: Scott Cutler, Henry Krieger, & Anne Preven – Dreamgirls ‡
  - "I Need to Wake Up" (Melissa Etheridge) • música e letras: Melissa Etheridge – An Inconvenient Truth †
  - "My Little Girl" (Tim McGraw) • música e letras: Tom Douglas & Tim McGraw – Flicka
  - "The Neighbor" (Dixie Chicks) • música e letras: Dixie Chicks – Dixie Chicks: Shut Up and Sing
  - "Never Gonna Break My Faith" (Mary J. Blige, Aretha Franklin, & Boys Choir of Harlem) • música e letras: Bryan Adams – Bobby
  - "Ordinary Miracle" (Sarah McLachlan) • música e letras: McLachlan – Charlotte's Web

- 2007: "Falling Slowly" (Glen Hansard & Markéta Irglová) • música e letras: Glen Hansard & Markéta Irglová – Once †
  - "Come So Far (So Far to Go)" (Nikki Blonsky, Zac Efron, Elijah Kelley, & Queen Latifah) • música e letras: Marc Shaiman & Scott Wittman – Hairspray
  - "Do You Feel Me" (Anthony Hamilton) • música e letras: Anthony Hamilton – American Gangster
  - "Guaranteed" (Eddie Vedder) • música e letras: Eddie Vedder – Into the Wild
  - "That's How You Know" (Amy Adams) • música e letras: Alan Menken & Stephen Schwartz – Enchanted ‡

- 2008: "The Wrestler" (Bruce Springsteen) • música e letras: Bruce Springsteen – The Wrestler
  - "Another Way to Die" (Alicia Keys & Jack White) • música e letras: Jack White – 007 - Quantum of Solace
  - "Down to Earth" (Peter Gabriel) • música e letras: Gabriel & Thomas Newman – WALL-E ‡
  - "I Thought I Lost You" (Miley Cyrus & John Travolta) • música e letras: Miley Cyrus & Jeffrey Steele – Bolt
  - "Jai Ho" (Vijay Prakash, Sukhvinder Singh, Mahalaxmi Iyer & Tanvi Shah) • música e letras: A. R. Rahman & Gulzar – Slumdog Millionaire †

- 2009: "The Weary Kind" (Ryan Bingham) • música e letras: Ryan Bingham & T-Bone Burnett – Crazy Heart †
  - "All Is Love" (Karen O) • música e letras: Karen O & Nick Zinner – Where the Wild Things Are
  - "Almost There" (Anika Noni Rose) • música e letras: Randy Newman – The Princess and the Frog ‡
  - "Cinema Italiano" (Kate Hudson) • música e letras: Maury Yeston – Nine
  - "(I Want to) Come Home" (Paul McCartney) • música e letras: Paul McCartney – Everybody's Fine

### Década de 2010
- 2010: "If I Rise" (Dido & A. R. Rahman) • música e letras: Rollo Armstrong, Dido, & Rahman – 127 Hours ‡
  - "I See the Light" (Mandy Moore & Zachary Levi) • música e letras: Alan Menken & Glenn Slater – Tangled ‡
  - "Shine" (John Legend) • música e letras: John Legend – Waiting for "Superman"
  - "We Belong Together" (Randy Newman) • música e letras: Randy Newman – Toy Story 3 †
  - "You Haven't Seen the Last of Me" (Cher) • música e letras: Diane Warren – Burlesque

- 2011: "Life's a Happy Song" (Jason Segel, Amy Adams, & Walter) • música e letras: Bret McKenzie – The Muppets
  - "Hello Hello" (Lady Gaga & Elton John) • música e letras: Elton John & Bernie Taupin – Gnomeo & Juliet
  - "The Living Proof" (Mary J. Blige) • música e letras: Mary J. Blige, Harvey Mason Jr., Thomas Newman, & Damon Thomas – The Help
  - "Man or Muppet" (Segel & Walter) • música e letras: Bret McKenzie – The Muppets †
  - "Pictures in My Head" (Kermit the Frog & The Muppets) • música e letras: Aris Archontis, Jeannie Lurie, & Chen Neeman – The Muppets

- 2012: "Skyfall" (Adele) by Adele & Paul Epworth – Skyfall †
  - "For You" (Keith Urban) • música e letras: Monty Powell & Keith Urban – Act of Valor
  - "Learn Me Right" (Birdy & Mumford & Sons) • música e letras: Mumford & Sons – Brave
  - "Still Alive" (Paul Williams) • música e letras: Paul Williams – Paul Williams Still Alive
  - "Suddenly" (Hugh Jackman) • música e letras: Alain Boublil, Herbert Kretzmer, & Claude-Michel Schönberg – Les Misérables ‡

- 2013: "Let It Go" (Idina Menzel) • música e letras: Kristen Anderson-Lopez & Robert Lopez – Frozen †
  - "Atlas" (Coldplay) • música e letras: Coldplay – The Hunger Games: Catching Fire
  - "Happy" (Pharrell Williams) • música e letras: Pharrell Williams – Despicable Me 2 ‡
  - "Ordinary Love" (U2) • música e letras: U2 – Mandela: Long Walk to Freedom ‡
  - "Please Mr. Kennedy" (Adam Driver, Oscar Isaac, & Justin Timberlake) • música e letras: T-Bone Burnett, Joel e Ethan Coen, George Cromarty, Ed Rush, & Justin Timberlake – Inside Llewyn Davis
  - "Young and Beautiful" (Lana Del Rey) by Del Rey – The Great Gatsby

- 2014: "Glory" (Common & John Legend) • música e letras: Common & John Legend – Selma †
  - "Big Eyes" (Lana Del Rey) by Del Rey – Big Eyes
  - "Everything Is Awesome" (The Lonely Island & Tegan and Sara) • música e letras: The Lonely Island, Jo Li, & Shawn Patterson – The Lego Movie ‡
  - "Lost Stars" (Keira Knightley & Adam Levine) • música e letras: Gregg Alexander, Danielle Brisebois, Nick Lashley, & Nick Southwood – Begin Again ‡
  - "Yellow Flicker Beat" (Lorde) by Lorde & Joel Little – The Hunger Games: Mockingjay – Part 1

- 2015: "See You Again" (Wiz Khalifa & Charlie Puth) • música e letras: Andrew Cedar, DJ Frank E, Wiz Khalifa, & Charlie Puth – Furious 7
  - "Love Me like You Do" (Ellie Goulding) • música e letras: Ilya, Savan Kotecha, Tove Lo, Max Martin, & Ali Payami – Fifty Shades of Grey
  - "One Kind of Love" (Brian Wilson) • música e letras: Scott Bennett & Wilson – Love & Mercy
  - "Simple Song #3" (Sumi Jo) • música e letras: David Lang – Youth ‡
  - "Til It Happens to You" (Lady Gaga)  • música e letras: Lady Gaga & Diane Warren – The Hunting Ground ‡
  - "Writing's on the Wall" (Sam Smith) • música e letras: Jimmy Napes & Sam Smith – Spectre †

- 2016: "City of Stars" (Ryan Gosling & Emma Stone) • música e letras: Justin Hurwitz & Benj Pasek & Justin Paul – La La Land †
  - "Audition" (Emma Stone) • música e letras: Justin Hurwitz & Benj Pasek & Justin Paul – La La Land ‡
  - "Can't Stop the Feeling!" (O elenco deTrolls) • música e letras: Max Martin, Shellback, & Justin Timberlake – Trolls ‡
  - "Drive It Like You Stole It" (Ferdia Walsh-Peelo) • música e letras: Gary Clark – Sing Street
  - "How Far I'll Go" (Auli'i Cravalho) • música e letras: Lin-Manuel Miranda — Moana ‡
  - "The Rules Don't Apply" (Lily Collins) • música e letras: Eddie Arkin & Lorraine Feather – Rules Don't Apply

- 2017: "Remember Me" (Benjamin Bratt)  • música e letras: Kristen Anderson-Lopez & Robert Lopez – Coco †[1]
  - "Evermore" (Dan Stevens) • música e letras: Alan Menken & Tim Rice – Beauty and the Beast
  - "Mystery of Love" (Sufjan Stevens) • música e letras: S. Stevens – Call Me by Your Name ‡
  - "Stand Up for Something" (Common & Andra Day) • música e letras: Common & Diane Warren – Marshall ‡
  - "This Is Me" (Keala Settle)  • música e letras: Benj Pasek & Justin Paul – The Greatest Showman ‡

- 2018: "Shallow" (Bradley Cooper & Lady Gaga)  • música e letras: Lady Gaga, Mark Ronson, Anthony Rossomando, &  Andrew Wyatt – A Star Is Born †
  - "All the Stars" (Kendrick Lamar &  SZA) • música e letras: Kendrick Lamar, SZA, Al Shux, Top Dawg, & Sounwave – Black Panther ‡
  - "Girls in the Movies" (Dolly Parton) • música e letras: Dolly Parton & Linda Perry – Dumplin'
  - "I'll Figh" (Jennifer Hudson) • música e letras: Diane Warren – RBG ‡
  - "The Place Where Lost Things Go" (Emily Blunt)  • música e letras: Marc Shaiman & Scott Wittman – Mary Poppins Returns ‡
  - "Trip a Little Light Fantastic" (Emily Blunt, Lin-Manuel Miranda, Joel Dawson, Tarik Frimpong, Nathaniel Selah & Pixie Davies)  • música e letras: Marc Shaiman & Scott Wittman – Mary Poppins Returns

- 2019: "Glasgow (No Place Like Home)" (Jessie Buckley) • música e letras:  Mary Steenburgen – Wild Rose / "(I'm Gonna) Love Me Again" (Taron Egerton & Elton John): • música e letras: Elton John, Bernie Taupin – Rocketman † (Empate)
  - "I'm Standing With You" (Chrissy Metz) • música e letras: Diane Warren – Breakthrough ‡
  - "Into the Unknown" (Idina Menzel) • música e letras: Kristen Anderson-Lopez & Robert Lopez – Frozen 2 ‡
  - "Speechless" (Naomi Scott) • música e letras: Alan Menken & Pasek and Paul – Aladdin
  - "Spirit" (Beyoncé)  • música e letras: Beyoncé, Ilya Salmanzadeh, & Labrinth – The Lion King
  - "Stand Up" (Cynthia Erivo) • música e letras: Cynthia Erivo & Joshuah Brian Campbell – Harriet ‡

### Década de 2020
2020: "Speak Now" (Leslie Odom Jr.) • música e letras: Sam Ashworth e Leslie Odom Jr. – One Night in Miami... ‡ 
- "Io Sì (Seen)" (Laura Pausini) • música e letras: Laura Pausini, Niccolò Agliardi e Diane Warren – La vita davanti a sé ‡
- "Fight for You" (H.E.R.) • música e letras: D'Mile, H.E.R. e Tiara Thomas – Judas and the Black Messiah †
- "Tigress & Tweed"  (Andra Day) • música e letras: Andra Day e Raphael Saadiq – The United States vs. Billie Holiday
- "Husavik (My Home Town)" (Will Ferrell e My Marianne) • música e letras: Fat Gus Max, Rickard Göransson e Savan Kotecha – Eurovision Song Contest: The Story of Fire Saga
- "Everybody Cries" (Rita Wilson) • música e letras: Larry Groupé, Rod Lurie e Rita Wilson – The Outpost

2021: "No Time to Die" (Billie Eilish) • Billie Eilish e Finneas O'Connell – No Time to Die † 
- "Be Alive" (Beyoncé) • música e letras: Dixson e Beyoncé – King Richard ‡
- "Dos Oruguitas" (Sebastián Yatra) • música e letra: Lin-Manuel Miranda – Encanto ‡
- "Guns Go Bang" (Kid Cudi e Jay-Z) • música e letras: Jeymes Samuel, Kid Cudi e Jay-Z – The Harder They Fall
- "Just Look Up" (Ariana Grande e Kid Cudi) • música e letras: Ariana Grande, Taura Stinson, Kid Cudi e Nicholas Britell – Don't Look Up

2022: "Naatu Naatu" (Rahul Sipligunj e Kaala Bhairava) • M. M. Keeravani e Chandrabose – RRR † 
- "Carolina" (Taylor Swift) • música e letras: Taylor Swift – Where the Crawdads Sing ‡
- "Ciao Papa" (Gregory Mann) • música e letra: Guillermo del Toro, Alexandre Desplat e Roeban Katz – Guillermo del Toro's Pinocchio ‡
- "Hold My Hand" (Lady Gaga) • música e letras: Lady Gaga e BloodPop – Top Gun: Maverick
- "Lift Me Up" (Rihanna) • música e letras: Ludwig Göransson, Rihanna, Ryan Coogler e Tems – Black Panther: Wakanda Forever
- "New Body Rhumba" (LCD Soundsystem) • música e letras: Pat Mahoney, James Murphy e Nancy Whang – White Noise

2023: "I'm Just Ken" (Ryan Gosling) • Mark Ronson e Andrew Wyatt – Barbie † 
- "Dance the Night" (Dua Lipa) • música e letras: Caroline Ailen, Dua Lipa, Mark Ronson e Andrew Wyatt – Barbie ‡
- "What Was I Made For?" (Billie Eilish) • música e letra: Billie Eilish e Finneas O'Connell – Barbie ‡
- "Peaches" (Jack Black) • música e letras: Aaron Horvath, Jack Black, Eric Osmond, Michael Jelenic e John Spiker – The Super Mario Bros. Movie
- "This Wish" (Ariana DeBose) • música e letras: Julia Michaels e Benjamin Rice – Wish
- "Road to Freedom" (Lenny Kravitz) • música e letras: Lenny Krawitz – Rustin

2024: "El Mal" (Zoë Saldaña, Karla Sofía Gascón e Camille) • Clément Ducol, Camille e Jacques Audiard – Emilia Pérez † 
- "Mi Camino" (Selena Gomez) • música e letras: Clément Ducol e Camille – Emilia Pérez ‡
- "Compress / Repress" (Trent Reznor e Atticus Ross) • música e letra: Trent Reznor, Atticus Ross e Luca Guadagnino – Challengers ‡
- "Kiss the Sky" (Maren Morris) • música e letras: Delacey, Jordan K. Johnson, Stefan Johnson, Maren Morris, Michael Pollack e Ali Tamposi – The Wild Robot
- "Beautiful That Way" (Miley Cyrus) • música e letras: Andrew Wyatt, Miley Cyrus e Lykke Li – The Last Showgirl
- "Harper and Will Go West" (Kristen Wiig) • música e letras: Sean Douglas, Josh Greenbaum e Kristen Wiig – Will & Harper

## Ligações Externas
- Site Oficial do Critics' Choice Award